# Сеймур (Техас)
Сеймур (англ. Seymour) — місто (англ. city) в США, в окрузі Бейлор штату Техас. Населення — 2575 осіб (2020).

## Географія
Сеймур розташований за координатами 33°35′43″ пн. ш. 99°15′31″ зх. д. / 33.59528° пн. ш. 99.25861° зх. д. (33.595220, -99.258495).  За даними Бюро перепису населення США в 2010 році місто мало площу 7,59 км², з яких 7,57 км² — суходіл та 0,01 км² — водойми.

### Клімат
| Клімат : Сеймур         | Клімат : Сеймур | Клімат : Сеймур | Клімат : Сеймур | Клімат : Сеймур | Клімат : Сеймур | Клімат : Сеймур | Клімат : Сеймур | Клімат : Сеймур | Клімат : Сеймур | Клімат : Сеймур | Клімат : Сеймур | Клімат : Сеймур | Клімат : Сеймур |
| Показник                | Січ.            | Лют.            | Бер.            | Квіт.           | Трав.           | Черв.           | Лип.            | Серп.           | Вер.            | Жовт.           | Лист.           | Груд.           | Рік             |
| Абсолютний максимум, °C | 31,7            | 33,9            | 37,8            | 39,4            | 41,7            | 46,1            | 45,6            | 48,9            | 44,4            | 41,1            | 33,3            | 32,2            | 48,9            |
| Середній максимум, °C   | 12,3            | 14,7            | 19,6            | 25,2            | 29,2            | 33,7            | 36,4            | 36,5            | 31,8            | 26,0            | 18,6            | 13,1            | 24,8            |
| Середній мінімум, °C    | −2,7            | −0,3            | 3,8             | 9,4             | 14,7            | 19,6            | 21,8            | 21,2            | 16,9            | 10,5            | 3,4             | −1,3            | 9,8             |
| Абсолютний мінімум, °C  | −25,6           | −22,8           | −15             | −5,6            | −1,1            | 8,3             | 12,2            | 10,0            | 1,1             | −6,7            | −13,9           | −22,2           | −25,6           |
| Норма опадів, мм        | 25              | 36              | 40              | 55              | 96              | 81              | 56              | 58              | 78              | 66              | 39              | 35              | 665             |
| ----------------------- | --------------- | --------------- | --------------- | --------------- | --------------- | --------------- | --------------- | --------------- | --------------- | --------------- | --------------- | --------------- | --------------- |
| Джерело: WRCC           |                 |                 |                 |                 |                 |                 |                 |                 |                 |                 |                 |                 |                 |

## Демографія
Згідно з переписом 2010 року, у місті мешкало 2740 осіб у 1202 домогосподарствах у складі 728 родин. Густота населення становила 361 особа/км².  Було 1451 помешкання (191/км²).
Расовий склад населення:
| - 91,3 % — білих - 2,4 % — чорних або афроамериканців - 0,2 % — корінних американців - 0,1 % — вихідців з тихоокеанських островів - 0,1 % — азіатів - 3,8 % — осіб інших рас |

До двох чи більше рас належало 2,0 %. Частка іспаномовних становила 13,6 % від усіх жителів.
За віковим діапазоном населення розподілялося таким чином: 22,7 % — особи молодші 18 років, 52,3 % — особи у віці 18—64 років, 25,0 % — особи у віці 65 років та старші. Медіана віку мешканця становила 44,7 року. На 100 осіб жіночої статі у місті припадало 89,1 чоловіків;  на 100 жінок у віці від 18 років та старших — 84,6 чоловіків також старших 18 років.
Середній дохід на одне домашнє господарство  становив 53 177 доларів США (медіана — 32 346), а середній дохід на одну сім'ю — 59 031 долар (медіана — 42 386). Медіана доходів становила 40 556 доларів для чоловіків та 30 938 доларів для жінок. За межею бідності перебувало 10,5 % осіб, у тому числі 2,6 % дітей у віці до 18 років та 11,3 % осіб у віці 65 років та старших.
Цивільне працевлаштоване населення становило 1022 особи. Основні галузі зайнятості: освіта, охорона здоров'я та соціальна допомога — 29,7 %, будівництво — 10,8 %, фінанси, страхування та нерухомість — 8,5 %, мистецтво, розваги та відпочинок — 8,4 %.